# Rhacochelifer peculiaris
Rhacochelifer peculiaris är en spindeldjursart som först beskrevs av Ludwig Carl Christian Koch 1873.  Rhacochelifer peculiaris ingår i släktet Rhacochelifer och familjen tvåögonklokrypare.

## Underarter
Arten delas in i följande underarter:
- R. p. latissimus
- R. p. peculiaris